# Selepa oranga
Selepa oranga är en fjärilsart som beskrevs av Swinhoe 1918. Selepa oranga ingår i släktet Selepa och familjen trågspinnare. Inga underarter finns listade i Catalogue of Life.